# 氮化锆
氮化锆是锆的氮化物，可以指：
- 一氮化锆 ZrN
- 四氮化三锆 Zr3N4
- 一氮化二锆 Zr2N

|  | 这个同类索引页列出了具有相同或相似标题的化学条目。 除非您是有意链接至本页，否则应将相应条目的内部链接指向正确的条目。 |